# Bellis bernardii
Bellis bernardii (лат.) — вид двудольных растений рода Маргаритка (Bellis) семейства Астровые (Asteraceae). Впервые описан Пьером Эдмоном Буассье и Жоржем Франсуа Рете в 1852 году.

## Распространение и среда обитания
Эндемик Корсики (Франция). Редкий узкоареальный вид, распространённый только в горах Синту, Ротондо и Ренозо в центральной части острова. Известно одиннадцать участков произрастания, общая площадь которых составляет около 500 км²; популяция в окрестностях озера Лак-де-Мело не наблюдается с 2007 года.
Произрастает на гранитных отложениях среди поццин и на травяном торфе по берегам озёр, на высоте около 1650—2400 м.

## Ботаническое описание
Небольшое растение высотой 1—5 см.
Стебель простой, голый.
Корневище укороченное, волокнистое.
Листья крошечные, с коротким черешком, обратнояйцевидные, опушённые, тупоконечные.
Соцветия-корзинки размером 1—1,2 см, одиночные, верхушечные, с цветками белого или розового цвета; листочки обвёртки чёрного цвета.
Плод — небольшая семянка.
Цветёт в июле и августе.

## Природоохранная ситуация
По данным Международного союза охраны природы, Bellis bernardii находится вне угрозы исчезновения (статус «LC»), даже несмотря на довольно узкий ареал. Тем не менее, популяции могут пострадать от пожаров, подвергаться вытаптыванию и изменению гидрологических условий.
Занесён в Красную книгу Франции.